# سیارک ۱۱۷۵۳۹
سیارک ۱۱۷۵۳۹ (به انگلیسی: 117539 Celletti، نامگذاری:2005DJ1) صد و هفده هزار و پانصد و سی و نهمین سیارک کشف شده‌است که در ۱۷ فوریه ۲۰۰۵ کشف شد.